# Montevideo (Rotterdam)
Das Montevideo ist ein Hochhaus in Rotterdam. Mit einer strukturellen Höhe von 140 Metern ist es das dritthöchste Wohnhaus der Niederlande, zählt man das „M“ auf dem Dach hinzu, ist es mit 152,3 Metern das dritthöchste Gebäude des Landes.
Das Montevideo ist Teil des Stadterneuerungsprogramms Kop van Zuid und liegt als Blickfang gegenüber dem Stadtzentrum an der Nieuwe Maas, neben dem Jugendstilbau des Hotel New York und in einer Gegend, die historisch von der Holland-America Line geprägt ist. Benannt ist er nach einem gleichnamigen Lagerhaus, das einst an der Stelle stand, das wiederum war nach Uruguays Hauptstadt Montevideo benannt. Im Design orientiert es sich an klassischen New Yorker Hochhäusern, inklusive eines Wassertanks auf dem Dach. Materialien sind im Wechsel Stahl und Beton, die nach Aussage der Architekten die USA (Stahl) und die Niederlande (Beton) symbolisieren. Das 8 × 8 × 1 Meter große „M“, das Symbol des Hauses, wird auch als Wetterfahne verwendet.
Das 2005 eröffnete Gebäude stammt von der niederländischen Architektin Francine Houben vom Unternehmen Mecanoo. Damit ist es eines der höchsten von Frauen entworfenen Gebäude der Welt. Es beherbergt 192 Wohnungen, 6050 m² Büroraum und 1933 m² für Einzelhandel. Der Highrise Award erwähnte es lobend, beim Emporis Skyscraper Award 2005 gewann es den dritten Platz.